# 大賽波士
大賽波士（日語：グランプリボス），是日本純種競賽馬匹，生涯活躍於一哩賽事，曾勝出2010年朝日盃未來錦標及2011年NHK一哩賽。

## 出賽前
2008年3月28日出生於北海道安平町北部牧場，成長途中於拍賣會被馬主公司Grand Prix Co. Ltd.以2835萬日圓購入。
其後交由栗東訓練中心練馬師矢作芳人訓練。

## 競賽生涯

### 2歲
2010年8月14日出戰札幌競馬場2歲新馬戰，由岩田康誠策騎下成功奪得首勝。
10月16日出戰每日盃兩歲錦標，然而於直路失速之下以第七落敗。
其後出戰京王盃兩歲錦標，賽前僅獲得第七人氣。比賽開始後，其處於先頭位置推進，進入直路後進行優秀的加速，最終成功衝出之下以3/4馬位壓贏第二的實際影響奪得首個分級賽冠軍。
12月19日出戰朝日盃未來錦標，獲得第五人氣。比賽初段其於中團位置展開追走，進入直路後抽出外檔加速，最終成功跑出全場最佳末腳下奪得首個一級賽冠軍。
年末，由於其勝出朝日盃未來錦標，於評選中近乎全票的281票當選最佳2歲雄馬。

### 3歲
2011年3月26日春季錦標作爲年度首戰，比賽初段於第四的位置推進，雖然於第四彎道成功保持優秀處於先頭，但於直路未能加速最終以第四完賽。
其後陣營考慮其距離適性決定避戰皋月賞，並宣佈以NHK一哩賽作爲目標，因而於4月9日出戰新西蘭盃。比賽初段其於先頭位置推進，然而進入直路後未能保持優勢，最終獲得第三。
5月8日按照計劃出戰NHK一哩賽，改由韋紀力策騎。比賽開始後，其處於中團第七左右的位置追走，進入直路後隨即抽出外檔加速。最後100米時，其成功由外檔位置突破並超越所有對手，成功拉開第二的方舞曲1 1/2馬位奪得首個一級賽冠軍。
贏得NHK一哩賽後遠征英國出戰聖詹姆士皇宮錦標，雖然比賽初段保持於第二的先頭位置，但進入直路後突然失速，最終以第八大敗。
回國後於秋季以天鵝錦標作爲首戰，然而直路上再度力弱未能成功加速以第八落敗。
其後出戰一哩冠軍賽，比賽初段選擇後上戰術於最後方位置等待時機，但於直路上其未能進一步加速，最終以第十三大敗。
12月17日出戰阪神盃，比賽初段處於中團位置追走，進入直路成功衝出，可惜於和聖卡羅的纏鬥中處於下風，最終以鼻位憾負。

### 4歲
2012年以二月錦標作爲首戰，然而於直路失速最終以第十二大敗。
其後出戰讀賣盃及京王盃春季盃均於未能跑出實力下分別獲得第十三及第七。
6月3日出戰安田紀念，比賽初段於後方位置追走，並於途中保持穩定的速度。進入直路後，其隨即衝出加速，可惜速度稍遜於一同衝出的強勁回報，最終以頸位差距差距憾負。
進入秋季後，其以每日王冠作爲首戰，然而於直路上被衆多對手超越下以第六完賽。
10月27日出戰天鵝錦標，獲得第三人氣。比賽開始後，其處於中團靠後位置逐步推進，進入直路後於外檔後方衝出，轟出全場最快末腳之下成功奪得第四個分級賽冠軍。
其後出戰一哩冠軍賽，雖然於直路爆發速度並跑出全場最快末腳，但受限於不利位置下仍然以頸位差距落後於瑞士名錶得第二。
完成一哩冠軍賽後，陣營見其回勇的狀態，安排其遠征香港出戰香港一哩錦標，但未能發揮實力下以包尾第十二大敗。

### 5歲
2013年以讀賣盃作爲年度首戰，比賽途中一直處於中團有利位置追走，進入直路後運用優勢成功衝出，最終超越前方賽駒之下再度奪得冠軍。
然而其後未能延續優秀戰績，先於安田紀念以第十大敗，進入秋季後出戰短途馬錦標、天鵝錦標及一哩冠軍賽分別獲得第七、第七及第九。

### 6歲
2014年6月8日出戰安田紀念作爲6歲生涯的首戰，儘管賽前獲得第十六人氣，但仍然於直路發揮良好表現，僅敗於一路通以爆冷姿態獲得亞軍。

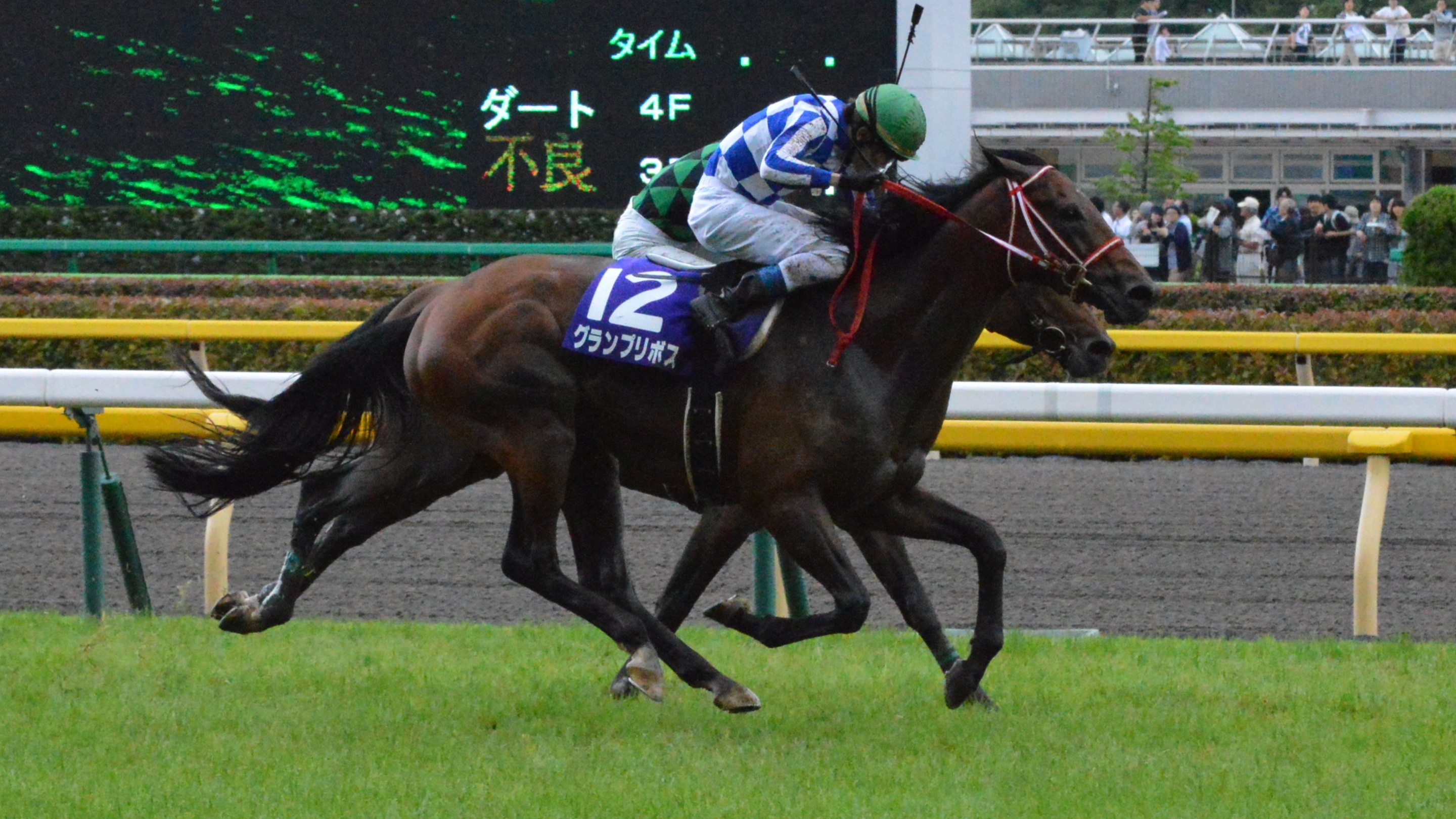
出戰安田紀念的大賽波士

10月5日出戰短途馬錦標獲得第四後，於一哩冠軍賽事獲得第六。
其後再度遠征香港出戰香港一哩錦標，僅落後於步步友及大運財跑獲第三的不俗戰績。
回國後，陣營宣佈安排其退役，並於12月28日取消於日本中央競馬的賽駒註冊。

### 詳細賽績
| 日期       | 舉辦國家/地區 | 馬場   | 距離   | 級別 | 賽事名稱         | 負重 | 騎師     | 馬號 | 出馬 | 名次 | 時間     | 頭馬（二馬） |
| ---------- | ------------- | ------ | ------ | ---- | ---------------- | ---- | -------- | ---- | ---- | ---- | -------- | ------------ |
| 14/8/2010  | 日本          | 札幌   | 草1500 |      | 2歲新馬          | 54   | 岩田康誠 | 9    | 12   | 1    | 1:29.5   | （慈善之家） |
| 16/10/2010 | 日本          | 京都   | 草1600 | GII  | 每日盃兩歲錦標   | 55   | 四位洋文 | 5    | 12   | 7    | 1:34.9   | Reve d'Essor |
| 13/11/2010 | 日本          | 東京   | 草1400 | GII  | 京王盃兩歲錦標   | 55   | 杜滿萊   | 6    | 15   | 1    | 1:21.8   | （實際影響） |
| 19/12/2010 | 日本          | 中山   | 草1600 | GI   | 朝日盃未來錦標   | 55   | 杜滿萊   | 11   | 16   | 1    | 1:33.9   | （實際影響） |
| 26/3/2011  | 日本          | 阪神   | 草1800 | GII  | 春季錦標         | 56   | 岩田康誠 | 11   | 18   | 4    | 1:46.6   | 黃金巨匠     |
| 9/4/2011   | 日本          | 阪神   | 草1600 | GII  | 新西蘭盃         | 56   | 藤岡佑介 | 4    | 18   | 3    | 1:34.7   | Eishin Osman |
| 8/5/2011   | 日本          | 東京   | 草1600 | GI   | NHK一哩賽        | 57   | 韋紀力   | 13   | 18   | 1    | 1:32.2   | （方舞曲）   |
| 14/6/2011  | 英國          | 雅士谷 | 草1600 | GI   | 聖詹姆士皇宮錦標 | 57   | 杜滿萊   | 5    | 9    | 8    | 紀錄缺失 | 范高爾       |
| 29/10/2011 | 日本          | 京都   | 草1400 | GII  | 天鵝錦標         | 57   | 曼迪沙寶 | 14   | 18   | 8    | 1:20.4   | 北歐神劍     |
| 20/11/2011 | 日本          | 京都   | 草1600 | GI   | 一哩冠軍賽       | 56   | 杜滿萊   | 11   | 18   | 13   | 1:34.9   | 榮進神駒     |
| 17/12/2011 | 日本          | 阪神   | 草1400 | GII  | 阪神盃           | 56   | 杜滿萊   | 16   | 18   | 2    | 1:20.5   | 聖卡羅       |
| 19/2/2012  | 日本          | 東京   | 泥1600 | GI   | 二月錦標         | 57   | 內田博幸 | 13   | 16   | 12   | 1:37.1   | Testa Matta  |
| 22/4/2012  | 日本          | 京都   | 草1600 | GII  | 讀賣盃           | 58   | 内田博幸 | 18   | 18   | 13   | 1:34.3   | 國際高球     |
| 12/5/2012  | 日本          | 東京   | 草1400 | GII  | 京王盃春季盃     | 57   | 内田博幸 | 14   | 15   | 7    | 1:20.6   | 瑞士名錶     |
| 3/6/2012   | 日本          | 東京   | 草1600 | GI   | 安田紀念         | 58   | 内田博幸 | 3    | 18   | 2    | 1:31.3   | 強勁回報     |
| 7/10/2012  | 日本          | 東京   | 草1800 | GII  | 每日王冠         | 57   | 松岡正海 | 15   | 16   | 6    | 1:45.5   | 機伶獵駒     |
| 27/10/2012 | 日本          | 京都   | 草1400 | GII  | 天鵝錦標         | 57   | 内田博幸 | 15   | 16   | 1    | 1:20.5   | （飛鷹雄風） |
| 18/11/2012 | 日本          | 京都   | 草1600 | GI   | 一哩冠軍賽       | 57   | 内田博幸 | 7    | 18   | 2    | 1:32.9   | 瑞士名錶     |
| 9/12/2012  | 香港          | 沙田   | 草1600 | GI   | 香港一哩錦標     | 57   | 内田博幸 | 6    | 12   | 12   | 1:35.3   | 雄心威龍     |
| 21/4/2013  | 日本          | 京都   | 草1600 | GII  | 讀賣盃           | 57   | 濱中俊   | 17   | 18   | 1    | 1:32.6   | （山嶺之光） |
| 2/6/2013   | 日本          | 東京   | 草1600 | GI   | 安田紀念         | 58   | 内田博幸 | 7    | 18   | 10   | 1:32.2   | 龍王         |
| 29/9/2013  | 日本          | 中山   | 草1200 | GI   | 短途馬錦標       | 57   | 内田博幸 | 1    | 16   | 7    | 1:07.5   | 龍王         |
| 26/10/2013 | 日本          | 京都   | 草1400 | GII  | 天鵝錦標         | 57   | 内田博幸 | 11   | 13   | 7    | 1:21.4   | 李察先生     |
| 17/11/2013 | 日本          | 京都   | 草1600 | GI   | 一哩冠軍賽       | 57   | 李慕華   | 16   | 18   | 9    | 1:33.1   | 太陽神驥     |
| 8/6/2013   | 日本          | 東京   | 草1600 | GI   | 安田紀念         | 58   | 三浦皇成 | 12   | 17   | 2    | 1:36.8   | 一路通       |
| 10/5/2013  | 日本          | 中山   | 草1200 | GI   | 短途馬錦標       | 57   | 三浦皇成 | 14   | 18   | 4    | 1:08.9   | 瑞草祥隆     |
| 23/11/2013 | 日本          | 京都   | 草1600 | GI   | 一哩冠軍賽       | 57   | 三浦皇成 | 14   | 17   | 6    | 1:31.9   | 碧海銀鯊     |
| 14/12/2013 | 香港          | 沙田   | 草1600 | GI   | 香港一哩錦標     | 57   | 岩田康誠 | 4    | 10   | 3    | 1:34.2   | 步步友       |

## 退役後
退役後，大賽波士成爲了配種馬，於北海道新日高町Arrow Stud休養，在2015年進行配種。首批子嗣於2016年出生。首批子嗣可於2018年出賽。2021年8月15日，Mozu Nagareboshi在小倉紀念取勝，成爲首個勝出分級賽的子嗣。
2021年10月1日被轉移至北海道浦河町谷川牧場，2022年再度被轉移至到同町的East Stud。

### 主要子嗣

#### 分級賽優勝子嗣
2017年生
- Mozu Nagareboshi（小倉紀念）

2021年生
- Mozu Migikataagari（雪絨花錦標）

## 血統簡介
父系櫻花進王爲日本賽駒，生涯稱霸短途賽事，於1993及1994年連霸短途馬錦標。祖父Sakura Yutaka O亦爲日本賽駒，生涯戰績優秀，曾於1986年勝出秋季天皇賞。
母系Rosy Mist爲日本賽駒，生涯戰績不佳僅勝出一場賽事。外祖父週日寧靜是美國三冠賽雙冠馬，退役後在日本配種，在日本馬壇相當成功，贏得多項分級賽事，其子嗣贏得巨額獎金。

### 血統表
| 父線：Tesco Boy系（Princely Gift系） |                                |                |                 |
| 種馬 櫻花進王 1989年（棗色）         | Sakura Yutaka O 1982年（栗色） | Tesco Boy      | Princely Gift   |
| 種馬 櫻花進王 1989年（棗色）         | Sakura Yutaka O 1982年（栗色） | Tesco Boy      | Suncourt        |
| 種馬 櫻花進王 1989年（棗色）         | Sakura Yutaka O 1982年（栗色） | Angelica       | Never Beat      |
| 種馬 櫻花進王 1989年（棗色）         | Sakura Yutaka O 1982年（栗色） | Angelica       | Star Highness   |
| 種馬 櫻花進王 1989年（棗色）         | Sakura Hogaromo 1984年（棗色） | 北方風味       | 北地舞人        |
| 種馬 櫻花進王 1989年（棗色）         | Sakura Hogaromo 1984年（棗色） | 北方風味       | Lady Victoria   |
| 種馬 櫻花進王 1989年（棗色）         | Sakura Hogaromo 1984年（棗色） | Clear Amber    | Ambiopoise      |
| 種馬 櫻花進王 1989年（棗色）         | Sakura Hogaromo 1984年（棗色） | Clear Amber    | One Clear Call  |
| 繁殖雌馬 Rosy Mist 1997年（深棗色）  | 週日寧靜 1986年（棕色）        | Halo           | Hail to Reason  |
| 繁殖雌馬 Rosy Mist 1997年（深棗色）  | 週日寧靜 1986年（棕色）        | Halo           | Cosmah          |
| 繁殖雌馬 Rosy Mist 1997年（深棗色）  | 週日寧靜 1986年（棕色）        | Wishing Well   | Understanding   |
| 繁殖雌馬 Rosy Mist 1997年（深棗色）  | 週日寧靜 1986年（棕色）        | Wishing Well   | Mountain Flower |
| 繁殖雌馬 Rosy Mist 1997年（深棗色）  | Beautiful Basic 1989年（栗色） | 秘書處         | 勇者帝王        |
| 繁殖雌馬 Rosy Mist 1997年（深棗色）  | Beautiful Basic 1989年（栗色） | 秘書處         | Somethingroyal  |
| 繁殖雌馬 Rosy Mist 1997年（深棗色）  | Beautiful Basic 1989年（栗色） | Nervous Pillow | Nervous Energy  |
| 繁殖雌馬 Rosy Mist 1997年（深棗色）  | Beautiful Basic 1989年（栗色） | Nervous Pillow | Fathers Pillow  |
| 雌系：號族：8-c                      |                                |                |                 |
| 五代內近親交配：Nasrullah 5×5        |                                |                |                 |

## 命名由來
名字中，Grand Prix（グランプリ）是馬主Grand Prix Co. Ltd.之冠名，出自其公司名字，在法語中，意思為大奖赛，Boss（ボス）即是老闆，香港則將兩部分結合，翻譯為「大賽波士」。

## 外部連結
- 大賽波士 netkeiba.com （页面存档备份，存于）
- 血統表 （页面存档备份，存于）